# みんなのうたリクエスト年度別放送楽曲一覧 (2010年代)
みんなのうたリクエスト年度別放送楽曲一覧（みんなのうたリクエストねんどべつほうそうがっきょくいちらん）は、NHKの音楽番組「みんなのうた」で2010年代に放送された楽曲の年度別にリスト化したものである。